# Krusensterniella maculata
Krusensterniella maculata är en fiskart som beskrevs av Andriashev, 1938. Krusensterniella maculata ingår i släktet Krusensterniella och familjen tånglakefiskar. Inga underarter finns listade i Catalogue of Life.